# Жан-Луї Манден
Жан-Луї Манден (фр. Jean-Louis Mandengué; 15 вересня 1971, Париж) — французький професійний боксер напівважкої ваги, призер чемпіонату Європи серед аматорів.

## Аматорська кар'єра
На чемпіонаті Європи 1996 Жан-Луї Манден зайняв друге місце.
- В 1/8 фіналу переміг Збігнева Горецького (Польща) — 9-2
- В чвертьфіналі переміг Ільхана Керімова (Азербайджан) — 10-4
- В півфіналі переміг Юсуфа Озтюрка (Туреччина) — 7-6
- В фіналі програв П'єтро Ауріно (Італія) — 0-7

На Олімпійських іграх 1996 переміг Аюба Портахі (Іран) — 21-9 і програв Даніелю Біспо (Бразилія) — RSCH-1.

## Професіональна кар'єра
Жан-Луї Манден провів усі бої у Франції і за час професіональної кар'єри здобув титули чемпіона Франції і чемпіона Європейського Союзу в напівважкій вазі.